# Cirrhoscyllium expolitum
La falsa pintarroja barbuda (Cirrhoscyllium expolitum) es una especie de elasmobranquio orectolobiforme de la familia Parascylliidae.